# The Seventh One
The Seventh One is het zevende studioalbum van de band Toto, verschenen in 1988. Joseph Williams was nog steeds leadzanger. Het album bevat hits als Mushanga, Pamela en vooral Stop Loving You, welke veertien weken in de Nederlandse Top 40 stond met nummer twee als hoogste notering.

## Musici
- David Paich - Toetsen en zang;
- Steve Lukather - Gitaar en zang;
- Jeff Porcaro - Slagwerk;
- Steve Porcaro - Toetsen;
- Mike Porcaro - Basgitaar;
- Joseph Williams - Zang.

## Tracks
1. "Pamela" (David Paich, Joseph Williams) - 5:11
2. "You Got Me" (David Paich, Joseph Williams) - 3:11
3. "Anna" (Steve Lukather, Randy Goodrum) - 4:58
4. "Stop Loving You" (Steve Lukather, David Paich) - 4:29
5. "Mushanga" (David Paich, Jeff Porcaro) - 5:35
6. "Stay Away" (David Paich, Steve Lukather) - 5:31
7. "Straight for the Heart" (David Paich, Joseph Williams) - 4:09
8. "Only the Children" (David Paich, Steve Lukather, Joseph Williams) - 4:11
9. "A Thousand Years" (Joseph Williams, Mark T. Williams, David Paich) - 4:53
10. "These Chains" (Steve Lukather, Randy Goodrum) - 4:59
11. "Home of the Brave" (D. Paich, S. Lukather, Jimmy Webb & J. Williams) - 6:51
12. "The Seventh One" (D. Paich, J. Williams) - 6:201

1 Alleen op de Japanse uitgave.

### Publishing
Tracks 1, 2 & 7 Copyright Hudmar Publishing Inc./Jogi Wimball Music. Tracks 3, 9 & 10 Copyright Rehtakul Veets Music/California Phase Music. Tracks 4 & 6 Copyright Rehtakul Veets Music/Hudmar Publishing. Track 5 Copyright Hudmar Publishing/Rising Storm Music. Track 8 Copyright Hudmar Publishing/Rehtakul Veets Music/Texascity Music. Track 11 Copyright Hudmar Publishing/Rehtakul Veets Music/White Oak Music/Jogi Wimball Music.

## Productie
- Produced & Recorded By Toto, George Massenburg & Bill Payne
- Additional Engineering By Sharon Rice, John Jessel & Steve Porcaro
- Assistant Engineers: Paul Dieter, Ken Fowler, Duane Seykora, Mark McKenna, Greg Dennen, Scott Symington
- "Stay Away" Mixed By Niko Bolas
- Mastered By Doug Sax & Mike Reese

## Bezetting

### Toto
- Joseph Williams: Lead Vocals
- Steve Lukather: Guitars, Backing Vocals, Lead Vocals on "Anna" and "These Chains"
- David Paich: Keyboards, Backing Vocals, Lead Vocals on"Home of the Brave"
- Mike Porcaro: Bass, Vocals
- Jeff Porcaro: Drums, Percussion

Als gastmuzikant:
- Steve Porcaro: Keyboards, electronics

## Overige gastmuzikanten
"Pamela"
- achtergrondzang: Tom Kelly
- Vibes: Joe Porcaro
- Horns: Tom Scott

"You Got Me"
- achtergrondzang: Patti Austin
- Percussie: Lenny Castro, Jim Keltner
- Horns Arranged By Jerry Hey & David Paich

"Anna"
- Extra Percussie: Michael Fisher, Joe Porcaro
- Strings Arranged By Marty Paich, David Paich & James Newton Howard; conducted by Marty Paich

"Stop Loving You"
- achtergrondzang: Jon Anderson
- Extra Percussie: Michael Fisher
- Extra Keyboards: Bill Payne
- Horns Arranged By Tom Scott

"Mushanga"
- achtergrondzang: Patti Austin
- Extra Percussie: Joe Porcaro
- Steel Drums: Andy Narell
- Recorders & Flute: Jim Horn

"Stay Away"
- achtergrondzang: Linda Ronstadt
- Lap Steel Guitar: David Lindley

"Straight For The Heart"
- achtergrondzang: Patti Austin
- Saxophone: Jim Horn

"Only The Children"
- achtergrondzang: Tom Kelly

"A Thousand Years"
- Arranged By Mark T. Williams & Toto
- Strings Arranged & Conducted By David Paich

"These Chains"
- Vibes: Joe Porcaro
- Horns Arranged By Tom Scott
- Strings Arranged & Conducted By David Paich

"Home Of The Brave"
- Strings Arranged By David Paich, Conducted By Marty Paich

## Singles
- Stop Loving You / The Seventh One
- Stop Loving You / The Seventh One / I'll Be over You (12"/CD)

- Pamela / You Got Me
- Pamela / You Got Me / Stay Away (12"/CD)
- Pamela / Stay Away / Africa / Rosanna (CD)
- Pamela / Stay Away (released in UK)
- Pamela / Stay Away / Africa (12" UK release)
- Pamela / The Seventh One (released in USA)

- Mushanga / Straight for the Heart (released in Holland)